# エドワード・ウィンパー

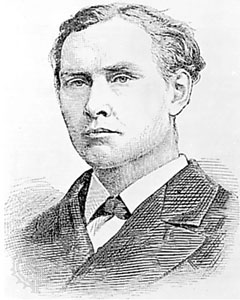
壮年期の肖像画

エドワード・ウィンパー（Edward Whymper 、1840年4月27日 - 1911年9月16日）はイギリスの登山家、挿絵木版画家。

## 生涯・人物
ロンドンに生まれる。11人兄弟姉妹の次男で、父が画家だったので家業を引き継いだ。1860年に「英国山岳会　アルパイン・クラブ」からの依頼によりアルプス山脈に赴き、それ以来登攀を続け、とりわけ1865年に7度目の挑戦でマッターホルンを初登頂したが、下山中に仲間4名が遭難死し、大きな非難を浴びた。それらに対する回答と弁明を兼ね、1871年に出版された『アルプス登攀記』は多大な反響を呼び、間もなくフランス語やドイツ語に訳された。1867年と1872年にはグリーンランドに探検調査している。

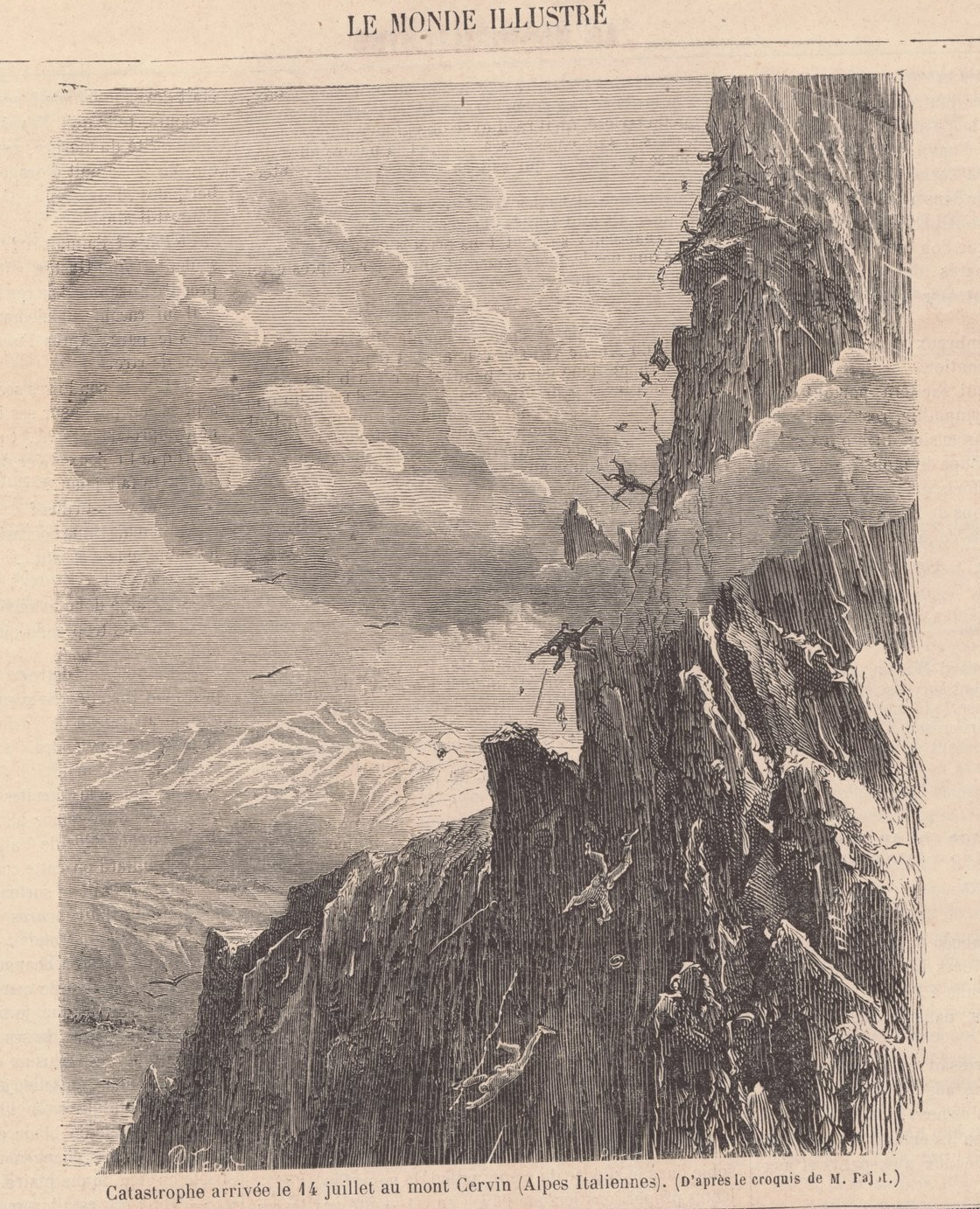
マッターホルン初登頂時の滑落事故（J・フェラ画）

1879年冬から80年夏にかけエクアドルに遠征探検し、赤道地域のアンデス山脈にあるチンボラソなど8つの高峰を登頂した、1891年に『アンデス登攀記』を出版している。生態系の調査、地理測量も精密に行っており、画家なので彼の著書には多数の図版が用いられ、描写の迫真性ゆえに著作が登山探検記の古典になる一助ともなった。1892年に王立地理学会から金メダル（パトロンズ・メダル）を授与された。ヘンリー・ウォルター・ベイツの著書の挿絵を製作し、共同研究もしている。
画家としての仕事は、20世紀に入る辺りに写真技術の普及に伴いたたんでいる。1899年に講演旅行のためアメリカ合衆国に、1900年代初頭にはロッキー山脈登山旅行（探検紀行ではない）のため、カナダに3度赴いた。1911年登山旅行中に、フランス・モンブランにあるシャモニー＝モン＝ブランの旅館で急逝した。

## ウィンパー・テントの生みの親
1865年のマッターホルン遠征の際に自ら考案、作成に携わったテントを持ち込み活用した。このテントは底面が正方形、直立する側面が正三角形になるよう二本の骨組みを交差させボルト止めできるようにしたもので、現在A型テントと呼ばれるものの原型となった。底面にはゴム引きの防水布を使用、棒を二本建てただけの従来のツェルト型より耐風性も飛躍的に向上した上で10 kg以上軽量化し、設置も容易になるなど画期的なものだった。その後大型で居住性の高い蒲鉾型のテントが登場すると、ベースキャンプでは蒲鉾型、上部の前進キャンプではウィンパー型といった使い分けがなされるようになった。
より耐風性が強いドーム型テントが登場すると登山の前進キャンプで使用されることはなくなったが、A型のテント自体は骨組みに梁の部分の追加、より軽量な軽合金のフレーム、設置・収納の便をより高めたショックコードの内蔵などの改良が次々になされ、現在もツーリングやバックパッキング用のテントとして一定のシェアを確保している。

## 著作物

### 日本語訳
- 『アルプス登攀記』（上下）、浦松佐美太郎訳
  - 岩波文庫、初版1936年、改訳1966年、改版2008年。岩波クラシックス（単行判）、1982年
- 『アルプス登攀記』 H.E.G.ティンダル編、新島義昭訳
  - 森林書房（販売：山と溪谷社）、1980年／講談社学術文庫、1998年

他に近藤等訳（偕成社ほか）、石一郎訳（旺文社文庫）がある。
- 『アンデス登攀記』（上下）、大貫良夫訳、岩波文庫、2004-2005年

### 評伝
- フランシス・シドニー・スマイス（Francis Sydney Smythe ） 『ウィンパー伝 - 栄光と悲劇の人』
  - 吉沢一郎訳（あかね書房〈世界山岳名著全集 2〉、1966年）